# 米澤かおり
米澤 かおり（よねざわ かおり、1990年6月7日 - ）は、日本のフリーアナウンサー。セント・フォース所属。

## 経歴
神奈川県横浜市出身。捜真女学校中学部・高等学部、慶應義塾大学法学部政治学科卒業後の2013年4月、岩手めんこいテレビに入社した（同期に西條詩菜）。入社後は一貫して平日夕方のニュース番組を担当した。
作家の内館牧子や井沢元彦、平野啓一郎なども出演した2016年の盛岡文士劇（時代劇）では、紀伊国屋ホールでの東京公演も含め、主演を務めた。
2019年3月末をもって岩手めんこいテレビを退社し、同年4月よりセント・フォース所属のフリーアナウンサーとして活動を開始した。
2019年4月から2021年3月まではTBS NEWS（CS放送）のキャスターを務め、2021年3月29日からは『Oha!4 NEWS LIVE』（日テレNEWS24）のキャスターを務めている。
2023年9月18日、自身のInstagramで結婚したことを公表した。
2025年6月30日、第1子の妊娠とOha!4 NEWS LIVEを同年8月末をもって卒業することを公表した。

## 人物
趣味は観劇。
特技はクラシックバレエ。
好きな酒はビールと日本酒。

## 担当番組
太字は、現在出演中。

### セントフォース時代
- Oha!4 NEWS LIVE（2021年3月29日 - ）
- TBS NEWS（CS放送）（2019年4月 - 2021年3月）

### 岩手めんこいテレビアナウンサー時代
- 放送オープニング・クロージング（音声のみ）
- 青の国から ふだいTV Season2（ナレーション、2018年4月 - 2019年3月）
- mitスーパーニュース（2013年10月 - 2015年3月[注釈 1]）
- mitみんなのニュース（2015年3月 - 2018年3月）
- mitプライムニュース（2018年4月2日 - 2019年3月29日）
- 国分太一のおさんぽジャパン （ご当地アナウンサー、久慈市にて収録。2017年9月19日 - 21日）

## 舞台
- 盛岡文士劇
  - 2013年 『いっつも ふたりで ～映画「麦秋」より』（現代劇）
  - 2015年 『源氏物語』 - 桐壺、藤壺、明石の君 役
  - 2016年 『みちのく平泉 秀衡と義経』 -  源義経 役
  - 2017年 『忍夜恋倭心中』（「ロミオとジュリエット」より） - 憂莉依媛 役
  - 2018年 『柳は萌ゆる』 - 原敬（幼少期・原健次郎）役

## 映画
- 『終わった人』（2018年公開） - 若手社員 役